# ホファヴァルト

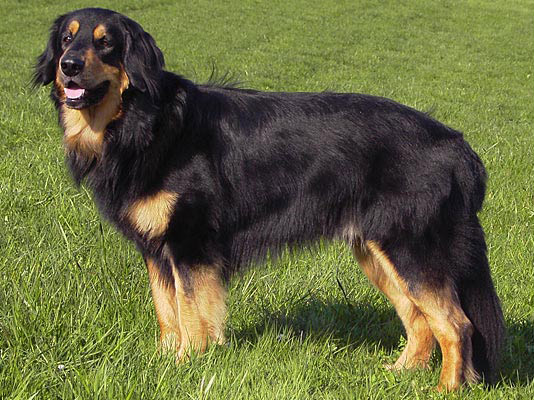
ホファヴァルト

ホファヴァルト（英：Hovawart）とは、ドイツ原産の犬種である。犬種名はドイツ語で「農場監視犬」を意味した語に由来するといわれている。ホヴァヴァルトなどと表記されることもある。

## 歴史
犬種の歴史については不明であるが、1220年の記録には既に犬種として記されている古い犬である。主に農場や倉庫、主人の家を泥棒から守る番犬として使われていた。不審者を見つけると激しく吠えて主人に知らせるが、そのとき以外はあまり吠えず優しい性格であるためペットとしてもよく飼われていた。
1900年代になると仕事が減り、雑種化が進んで絶滅の危機に陥った。そのため愛好家の手によって保存活動及び再生計画が立てられ、生存状況の確認なども行われた。再生計画はホファヴァルトに最小限のレオンベルガーやジャーマン・シェパード・ドッグ、ニューファンドランド、クーバースなどを交配させ、のちに戻し交配によってそれらの特徴を取り除く方法によって行われた。この計画は成功を収め、元の姿により近いオリジナルのものを復活させるまでに至った。
現在ヨーロッパで高い人気を得ている犬種で、ペットやショードッグとして沢山飼育されている。然しながら、日本では2009年現在、まだ正式な国内登録が行われていない。

## 特徴

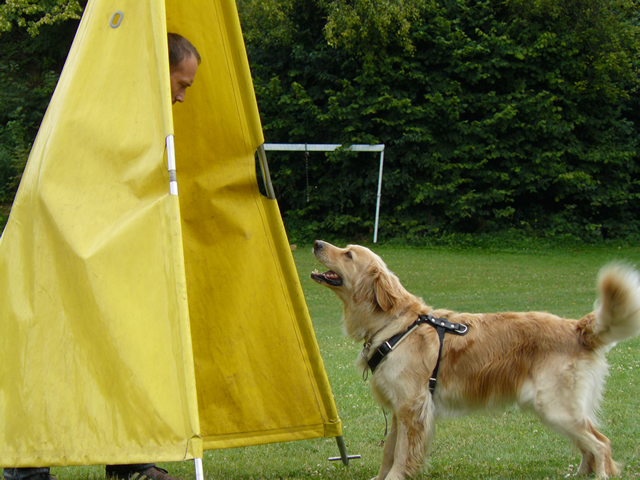
金色のホファヴァルト

大まかな容姿はゴールデン・レトリーバーに似ているが、それよりも大きく、毛色のバリエーションが異なる。がっしりした体型で、脚と胴がやや長い。耳は垂れ耳、尾はふさふさした長い垂れ尾。コートはつやのあるロングコートで、毛色はブラック・アンド・タン、ブラック・アンド・ゴールド、ブラック、ゴールドなどがある。体高55〜70cm、体重25〜40kgの大型犬で、性格は非常に温厚で人懐こく、攻撃的な面は一切無い。体が大きく力も強いが、飼育する際に特別な訓練を行う必要は無い。他犬種と同様に、しつけをしておけば十分とされる。とても友好的で、他の犬や小さな子供とも遊ぶことが大好きである。状況判断力も優れていて、しつけの飲み込みも早い。又、泳ぐことが大好きで、アウトドアのお供にも最適な犬種である。運動量はやや多いが、室内飼いにも適している。かかりやすい病気は甲状腺疾患や股関節形成不全などがある。